# ドラゴンボールZ インフィニットワールド
『ドラゴンボールZ インフィニットワールド』（ドラゴンボールゼット インフィニットワールド、DRAGON BALL Z INFINITE WORLD）は2008年12月4日にバンダイナムコゲームスから発売した対戦型アクションゲームである。

## 概要
本作は2003年から2007年に発売されたPlayStation 2専用のゲームソフト『ドラゴンボールZ』シリーズと、PlayStation Portable専用のゲームソフト『ドラゴンボールZ 真武道会』シリーズの集大成と謳われている（別開発元によるPlayStation 2・Wiiの『ドラゴンボールZ Sparking!』シリーズとは関係ない）。ドラゴンボールのPlayStation 2ソフトでは最終作品になる。
メインモード「ドラゴンミッション」で体験できるミッションは130種以上。サイヤ人編から魔人ブウ編、そして『ドラゴンボールGT』までのストーリー、バトルを様々なミッションとして体験可能。バトル可能キャラは変身形態を含め100種以上が登場している。
北米では、日本に先駆けて2008年11月4日に発売された。

## 基本操作とシステム
ほとんどのシステムはZ1、Z2、Z3と同一である。
ここでは変更点のみ記述するため、詳しくはドラゴンボールZ#基本操作とシステムを参照のこと

### 特殊操作や防御法等
操作方法はこれまでのシリーズとは異なるものもある。Z3にあったドラゴンラッシュ、気弾バーストは今作では削除されている。
気力溜め
L1ボタンを押し続ける。
変身
スキルに明記された条件を満たし↓＋○。攻撃力が上昇するが気力ゲージが下がる、疲労ゲージが満タンの時にダメージを受けると変身が解ける。
挑発
×ボタンを押しながら↓を素早く2回押す。相手の気力ゲージを一本減らすことが出来る。
受け身
相手に吹き飛ばされた時、着地寸前に×。↑か↓も押していると軸移動をしながらの受け身も可能。
追い討ち
チャージ攻撃や必殺技で相手を吹っ飛ばした後にL1ボタン。最大3回まで可能（1回毎に気力ゲージを1本消費）
舞空ダッシュ
R1ボタン。舞空ダッシュ中に続けて前述のチャージ攻撃で相手をよろけさせる攻撃を出せる。
オーラガード
防御中にL1ボタン。全ての攻撃をノーダメージで防ぐが、使用中は気力が減っていく。
見極め
相手の攻撃が当たる寸前に→+×。←+×の場合は見極め攻撃になる。気力3本を消費、疲労ゲージも少し増加。
オーラバーニング
前作でのハイパーモードに該当する形態。L2ボタンで発動。残存気力がなくなるか疲労ゲージが最大値まで溜まるまでハイパーアーマー状態になり、気力消費技で気力消費がなくなる。今作では終了しても気絶状態にはならない。
究極技
一定以上の気力がある時に↑+○ボタンを押し、相手に攻撃が当たると発動。端から伸びてくるゲージを、満タンになったタイミングを合わせてボタンを押す。ボタンを押したときのゲージ量が上側に蓄積され、相手と三回したときの合計を比較し、多い側が勝利となる。ゲージがたまる度合いは疲労度により決まり、疲労度が高いと成功率が下がる。尚、一部のキャラクターのみゲージ勝負無しや通常の飛び道具と同様の攻撃を持つ。

## ゲーム内容
今作ではZシリーズにあった天下一武道会モードは削除されている。
ドラゴンミッション
ドラゴンボールのストーリーをプレイできる。対戦や出されたお題をクリアしながらストーリーは進んでいく。
ドラゴンデュエル
対戦モード。
戦士の修行
技の練習などができる
戦士の部屋
ドラゴンミッションで稼いだ金でスキルを買うことができる。
オプション
難易度、コントローラ配置等の設定が出来る。
ファイターズロード
ある条件を満たすとプレイ可能になるモード。

## 登場キャラクター

### 使用キャラクター
基本的に今までPlayStation 2・PlayStation Portableの『ドラゴンボールZシリーズ』に登場した戦士達のほとんどが登場（孫悟空(少年期)、孫悟飯(未来)、ザーボン、ドドリア、人造人間19号、セルジュニア、界王神、ウーブは登場しない）。今作が初登場の戦士もいる（ドラゴンボールGTのベジータなど）。
- 孫悟空（声優：野沢雅子）
- 孫悟空(GT)（声優：野沢雅子）
- 孫悟飯(幼年期)（声優：野沢雅子）
- 孫悟飯(少年期)（声優：野沢雅子）
- 孫悟飯(青年期)（声優：野沢雅子）
- グレートサイヤマン（声優：野沢雅子）
- 孫悟天（声優：野沢雅子）
- ベジータ（声優：堀川りょう）
- ベジータ(GT)（声優：堀川りょう）
- トランクス(青年期)（声優：草尾毅）
- トランクス(幼年期)（声優：草尾毅）
- クリリン（声優：田中真弓）
- ピッコロ（声優：古川登志夫）
- 天津飯（声優：真殿光昭）
- ヤムチャ（声優：古谷徹）
- ミスター・サタン（声優：郷里大輔）
- ビーデル（声優：皆口裕子）
- グレートサイヤマン2号（声優：皆口裕子）
- パン（声優：皆口裕子）
- ラディッツ（声優：千葉繁）
- ナッパ（声優：飯塚昭三）
- ギニュー（声優：堀秀行）
- リクーム（声優：内海賢二）
- フリーザ（声優：中尾隆聖）
- 人造人間16号（声優：緑川光）
- 人造人間17号（声優：中原茂）
- 人造人間18号（声優：伊藤美紀）
- Dr.ゲロ（声優：矢田耕司）
- セル（声優：若本規夫）
- 魔人ブウ(善)（声優：塩屋浩三）
- 魔人ブウ(悪)（声優：塩屋浩三）
- 魔人ブウ(純粋)（声優：塩屋浩三）
- ダーブラ（声優：大友龍三郎）
- ゴテンクス（声優：野沢雅子&草尾毅）
- ベジット（声優：野沢雅子&堀川りょう）
- ゴジータ（声優：野沢雅子&堀川りょう）
- 超サイヤ人4ゴジータ（声優：野沢雅子&堀川りょう）
- クウラ（声優：中尾隆聖）
- バーダック（声優：野沢雅子）
- ブロリー（声優：島田敏）
- 一星龍（声優：柴田秀勝）
- 栽培マン（声優：沼田祐介）
- スーパーベビー2（声優：沼田祐介）
- スーパー17号（声優：中原茂）
- ジャネンバ（声優：玄田哲章）
- パイクーハン（声優：緑川光）

### その他の登場人物
- デンデ（声優:優希比呂）
- 閻魔大王さま（声優：郷里大輔）
- ギル（声優：里内信夫）
- リングアナウンサー（声優：鈴置洋孝）※ライブラリ出演
- ブルマ（声優：鶴ひろみ）
- 神さま（声優：青野武）
- バブルス君（声優：龍田直樹）
- 界王さま（声優：八奈見乗児）
- バビディ（声優：八奈見乗児）
- 神龍（声優：内海賢二）
- レッドリボン軍総帥（声優：内海賢二）
- ポルンガ（声優：滝口順平）

## 主題歌&BGM
- OP曲『光のさす未来へ!』（歌：影山ヒロノブ）
- ED曲『Dragon Ball Party』（歌：影山ヒロノブ）

- 主にBGMは今まで『Zシリーズ』で使用された曲を再び使用している。また、「ドラゴンボールZ3」の主題歌『俺はとことん止まらない!!』がインストゥルメンタルバージョンで収録されている。

## 関連CD
- ドラゴンボールZ インフィニットワールド オリジナルサウンドトラック